# Rola (herb szlachecki)
Rola – polski herb szlachecki, noszący zawołanie Rola. Wzmiankowany w najstarszym zachowanym do dziś polskim herbarzu, Insignia seu clenodia Regis et Regni Poloniae, spisanym przez historyka Jana Długosza w latach 1464–1480. Rola jest jednym z 47 herbów adoptowanych przez bojarów litewskich na mocy unii horodelskiej z 1413 roku.
Herb występował głównie wśród rodzin osiadłych w ziemi sandomierskiej. Spośród najbardziej znanych rodów pieczętujących się herbem Rola, należy wymienić Niemojewscy i Lubienieccy.
Roli używali też Stanisław Janicki i Andrzej Frycz Modrzewski.

## Opis herbu

### Opis historyczny

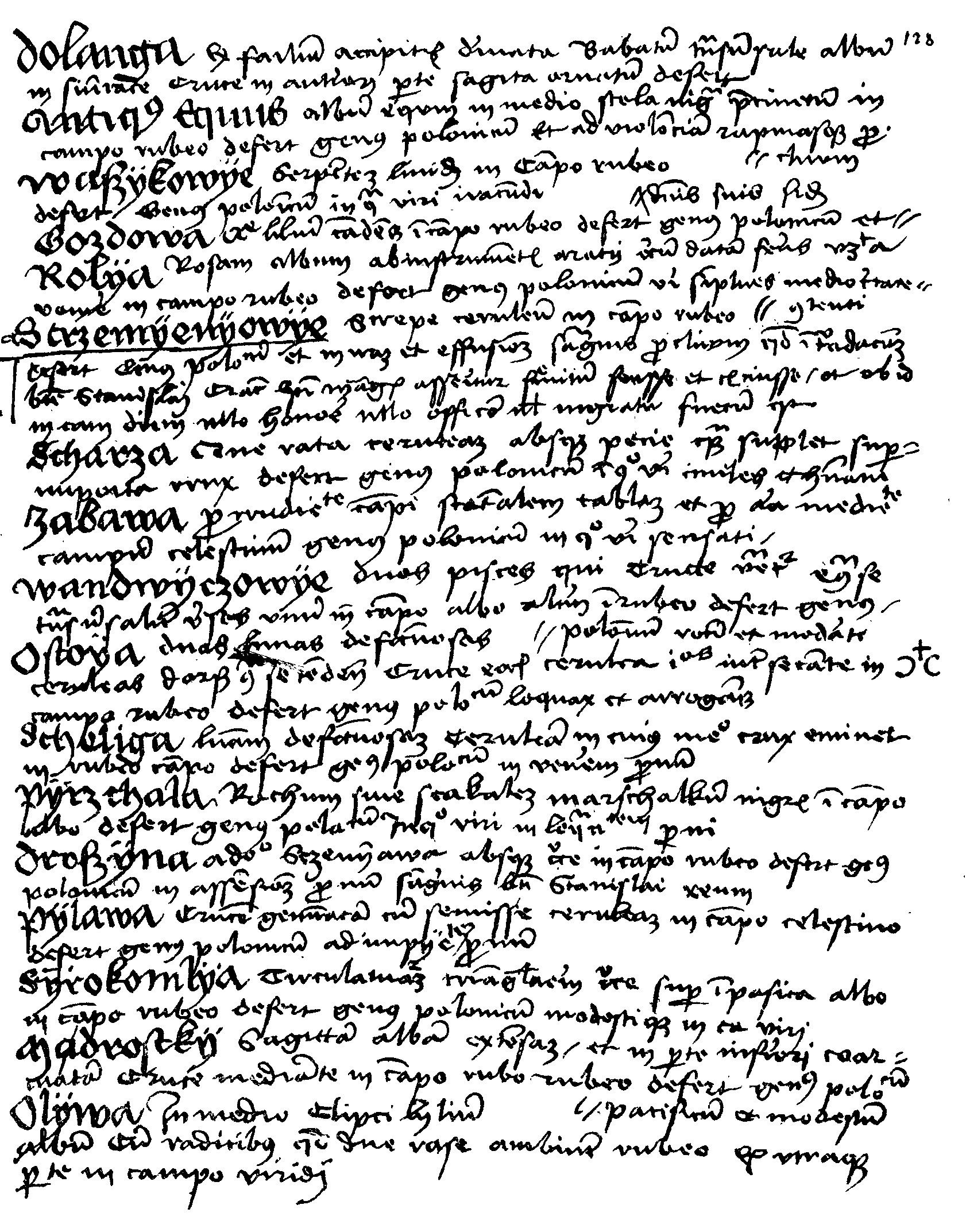
Jedna ze stron manuskryptów Jana Długosza, zawierająca opisy polskich herbów

Jan Długosz (1415–1480) blazonuje herb i opisuje herbownych następująco:

Rolya, rosam albam ab instrumentis aratri circumdatam ferrreis, videlicet a vomere, in campo rubeo defert. Genus Polonicum, viri simplices, mediocritate contenti.

Po przetłumaczeniu:

Rola, różę białą otoczoną przez trzy rolnicze przybory żelazne, mianowicie lemiesze, w polu czerwonym nosi. Ród polski, mężowie prości, gustujący w umiarze.

Kasper Niesiecki, podając się na dzieła historyczne Bartosza Paprockiego, Szymona Okolskiego, Marcina Bielskiego i Wojciecha Kojałowicza, opisuje herb:

Róża powinna być biała we środku tarczy, w polu czerwonem, w koło której trzy kroje, jeden prosto od dołu jej, drugie dwa z boku, na hełmie pięć piór strusich.

### Opis współczesny
Opis skonstruowany współcześnie brzmi następująco:
Na tarczy w polu czerwonym róża srebrna, od której odchodzą takież trzy kroje w rosochę.
W klejnocie pięć piór strusich.
Labry herbowe czerwone, podbite srebrem.

## Geneza

### Najwcześniejsze wzmianki
Z 1330 roku pochodzi pieczęć Nasięgniewa ze Świątkowic, sędziego brzeskiego. W 1335 herb Rola pojawia się w źródłach pisanych po raz pierwszy. W 1413 roku w wyniku unii horodelskiej został przeniesiony na Litwę.
Najwcześniejsze lokalne źródło heraldyczne wymieniające ten herb to wspomniane już wcześniej Insignia seu clenodia Regis et Regni Poloniae, datowane na lata 1464–1480. Autorem tego dzieła jest polski historyk, Jan Długosz.

### Legenda herbowa

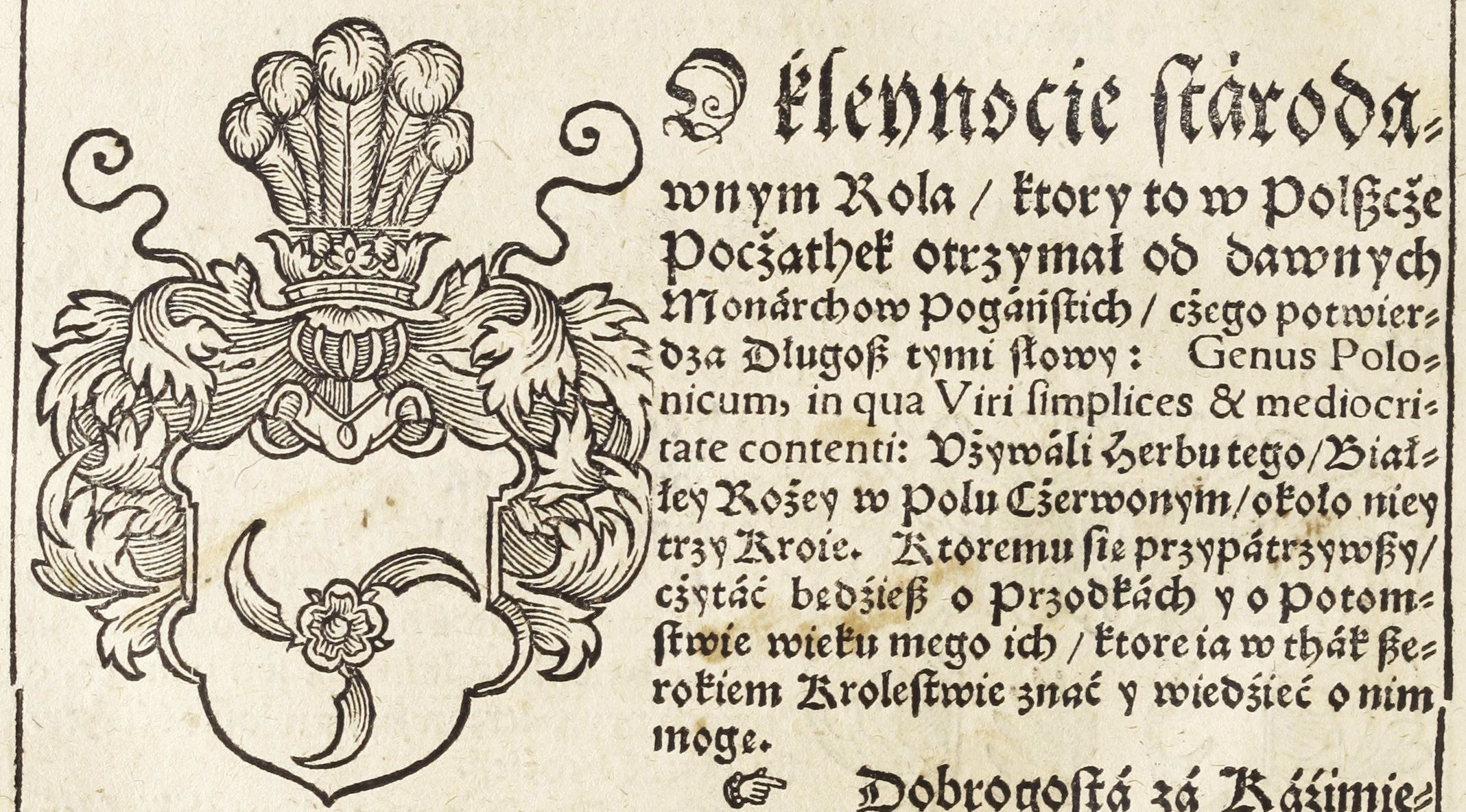
Opis herbu Rola w dziele Bartosza Paprockiego Herby rycerstwa polskiego, Kraków 1584

Rycerz z domu Poraiow, u Króla mężnego

Żądał dziewki za żonę Rycerza dawnego,

Którego Król Kazimirz chował w łasce wielkiey,

Dla iego spraw Rycerskich, inszey cnoty wszelkiey.

Król widząc iż potomka inszego nie było,

Chcąc by imię onego męża nie ginęło,

Pomieszawszy te herby z dawnych wieków sławne

Chciał aby imię cnoty Rycerz miał swe dawne.

Osadził trzemi kroymi różę kleynod dawny,

Y dał mu tytuł Rola Oyca Panny sławney.

Dał Panne y maiętność do szaffunku iego,

Samego wziął na mieysce Rycerza dawnego.
— Bartosz Paprocki: Gniazdo Cnoty [...]. Kraków: 1578, s. 93-94.
W kolejnym swym dziele (uznawanym za najbardziej dojrzałe) Herby Rycerstwa Polskiego [...] Bartłomiej Paprocki zmienił zdanie i powstanie tego herbu umieścił w czasach pogańskich. W ostatnim swoim dziele Ogród Królewski [...] podtrzymał legendę o "pochodzeniu herbu Rola z nadania książąt pogańskich".
Już w XIX wieku profesor Franciszek Piekosiński udowodnił, że żadna z ww. legend (czy to z "czasów pogańskich" czy też "z czasów Kaźmierza Odnowiciela") nie ma najmniejszych podstaw naukowych gdyż herby rycerstwu polskiemu były nadawane najwcześniej od wieku XII.

## Herbowni

Kroje – odmiana herbu Rola

### Lista Tadeusza Gajla
Lista herbownych w artykule sporządzona została na podstawie wiarygodnych źródeł, zwłaszcza klasycznych i współczesnych herbarzy. Należy jednak zwrócić uwagę na częste zjawisko przypisywania rodom szlacheckim niewłaściwych herbów, szczególnie nasilone w czasie legitymacji szlachectwa przed zaborczymi heroldiami, co zostało następnie utrwalone w wydawanych kolejno herbarzach. Identyczność nazwiska nie musi oznaczać przynależności do danego rodu herbowego. Przynależność taką mogą bezspornie ustalić wyłącznie badania genealogiczne.
Pełna lista herbownych nie jest dziś możliwa do odtworzenia, także ze względu na zniszczenie i zaginięcie wielu akt i dokumentów w czasie II wojny światowej (m.in. w czasie powstania warszawskiego w 1944 spłonęło ponad 90% zasobu Archiwum Głównego w Warszawie, gdzie przechowywana była większość dokumentów staropolskich). Lista nazwisk znajdująca się w artykule pochodzi z Herbarza polskiego, Tadeusza Gajla (372 nazwisk). Występowanie na liście nazwiska nie musi oznaczać, że konkretna rodzina pieczętowała się herbem Rola. Często te same nazwiska są własnością wielu rodzin reprezentujących wszystkie stany dawnej Rzeczypospolitej, tj. chłopów, mieszczan, szlachtę. Jest to jednakże dotychczas najpełniejsza lista herbownych, uzupełniana ciągle przez autora przy kolejnych wydaniach Herbarza. Tadeusz Gajl wymienia następujące nazwiska uprawnionych do używania herbu Rola:
|  | Andrekiewicz, Andrykiewicz, Arciszewski, Arestowicz, Aresztowicz. Barski Bartnikowski, Bartochowski, Bartyzel, Baryczka, Baryczko, Białaczewski, Białaczowski, Boczkowski, Bojanek, Bolgowski, Bolikowski, Bolkowski, Borek, Bork, Borucki, Boruński, Bratuski, Bronowski, Bruleński, Brunowski, Bułaszewicz, Burzyk. Chorbowski, Chorkowski, Chorożyczewski, Chrapicki, Chraścicki, Chroskiewicz, Chrościcki, Chrościewicz, Chrzanowski, Ciemochowski, Czach, Czaplicki, Czarnkowski, Czerniański, Czerniawski. Dajkiewicz, Dangel, Danielewicz, Daniełowski, Daniłowicz, Dąbrowski, Dąbski, Dębski, Dęmbski, Dobiński, Dobrogost, Domaniewski, Domanikowski, Domanowski, Droguski, Drwalewski, Drwalowski, Dworzyński, Dyakiewicz, Dyjakiewicz, Dziankowski, Dzierzański, Dzierzawski, Dzierżawski. Ercieszowski, Erciszewski, Erdberg-Krzeńcewski. Gadomski, Gajewski, Garbowski, Gawiński, Gawroński, Gągolewski, Gledzianowski, Głosowski, Głoszkowski, Gocławski, Gocłowski, Goczkowski, Goczłowski, Godomski, Gogolewski, Gogoliński, Gołaszewski, Gosłowski, Gostomski, Gozdowski, Gozłowski, Grądzki, Grodzki, Gromadziński, Groszkowski, Gumiński, Gumowski. Huberman. Idzikowski, Iwanowski. Jagnicki, Jancewicz, Janicki, Januszewski, Januszkiewicz, Januszowski, Jarnowski, Jarochowski, Jaroszewski, Jaruchowski, Jawroński. Kaliszkowski, Kamieniecki, Kamieński, Kański, Karmanowski, Kącki, Kątski, Kibalczyc, Kiełbowski, Kilian, Klassowski, Klimkowicz, Klimkowski, Kłoski, Kłoskowski, Kłosowicz, Kłosowski, Kłossowicz, Kłossowski, Kłostowski, Kłoszowski, Kobyliński, Kobylnicki, Kochański, Komarowski, Komorowski, Konarski, Kopczyński, Kot, Kozielski, Koźmicki, Kręciejewski, Krężelewski, Krzczon, Krzęciejewski, Krzęciewski, Kucharski, Kuczek, Kurosz, Kurzelewski, Kurzelowski, Kurzyna, Kwiatkowski. Lepiesowicki, Lipowski, Lubieniecki, Lubieniek, Lubiniecki, Lubkiewicz, Lubkowicz, Lubliński, Lubnicki, Ludowicz. Łasiewicki, Ławecki, Łaźniński, Łąkoski, Łąkoszyński, Łopacieński, Łopaciński, Łubkowski, Łubnicki, Łuczko, Łuszczkiewicz, Łuszczyk. Magnuszewski, Maliński, Małowieski, Maniec, Marcinowski, Martynowski, Marynowski, Mażul, Mąka, Metela, Michalski, Michałski, Mieleski, Mieleszko, Mielicki, Mienicki, Miennicki, Mieński, Mierosławski, Miński, Modlibok, Modlibowski, Modlibóg, Modrzewski, Moszoł, Moszołł, Możołł, Myśliński. Niegibalski, Niegibulski. Ogorzeliński, Ogorzelski, Oryński, Osowski, Ossowski, Otłuczony, Otłuszczony, Otmianowski, Owieczny, Owsianicki, Owsiany. Pachoł, Palczewski, Parzenczewski, Parzęczewski, Parzęczowski, Parzynczewski, Pawłowski, Pęgowski, Pieczarski, Piekarski, Pilchowski, Piszczatowski, Pleszczyński, Pleszyński, Płoński, Pniewski, Podczaski, Podlecki, Pokrzywnicki, Popławski, Potrzas, Pruski, Pruszek, Przyłuski, Psurski, Pucek, Puczek. Radkowski, Rakowiecki, Rekarski, Rogaski, Rogawski, Rogilski, Rogiński, Rogowski, Rola, Rolicz, Roliński, Rolski, Roskowski, Rostek, Rostowski, Roszko, Roszkowski, Rouba, Roubo, Rożański, Rożecki, Rożniecki, Rożycki, Różycki, Rudzki, Rusieński, Rusiłowicz, Rusiński, Ruskowski, Rużycki, Rzeczycki, Rzeszewski, Rzeżewski. Sadkowski, Sadowski, Sandek, Satkowski, Scicieński, Sczyciński, Siroszewski, Skabiszewski, Skarboszewski, Skibicki, Skibieński, Skibniewski, Skolnicki, Skorwid, Skotnicki, Skrawszewski, Skrzetuski, Skrzetuszewski, Słodzej, Słodziej, Słubicki, Sobański, Soćko, Sokołowski, Sosiński, Stanisławski, Starzyński, Sternberg, Stęsicki, Stęszyc, Stężycki, Stojałowski, Stroiłowski, Stylągowski, Stypułek, Stypułko, Stypułkowski, Suchodolski, Sujkowski, Sulborski, Szadkowski, Szatkowski, Szczyciński, Szewski, Szpaczyński, Szwajkowski, Szyciński. Ścicieński, Ścisieński, Ślubicki, Świeżewski, Święcicki, Świętosławski. Tarnawski, Tarnowski, Tarwojń, Topczewski, Topiczewski, Tortwojsz, Trocieski, Truskawiecki, Tuczański, Tuczyński. Ungern. Wargawski, Wargowski, Wawrzecki, Wengierski, Węgierski, Wierpsza, Wiotecki, Wioteski, Wirpsza, Witowski, Wituński, Wnorowski, Wolski, Wrzescz, Wrzeszcz, Wysocki, Wyszczelski, Wyszczulski, Wyścielski. Zaleski, Zalewski, Załuskowski, Załuszkowski, Zbijewski, Zbrożek, Zgleczewski, Zgliczewski. Żernowicz, Żygor, Żygora, Żyhor. Tadeusz Gajl, Herbarz Polski |

### Pozostałe nazwiska
Spośród nazwisk, których Tadeusz Gajl nie wymienia przy herbie Rola, Kasper Niesiecki, wspomina o nazwisku Niemojewski. Gajl co prawda przypisuje im herb własny o nazwie Niemojewski, będący odmianą herbu Rola.
Jury Łyczkowski, na swojej stronie dotyczącej heraldyki, wspomina również o nazwiskach Bortnikowski, Dworakowski, Gogaliński i Skoryn .

## Odmiany
| Odmiany herbu Rola | Odmiany arystokratyczne herbu Rola | Herby uznawane za odmiany tylko przez pojedynczych heraldyków |  |

## Galeria

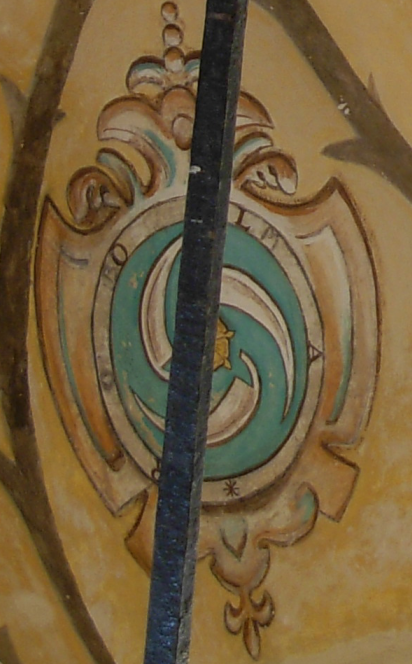
Fresk herbu Rola na Zamku w Baranowie Sandomierskim
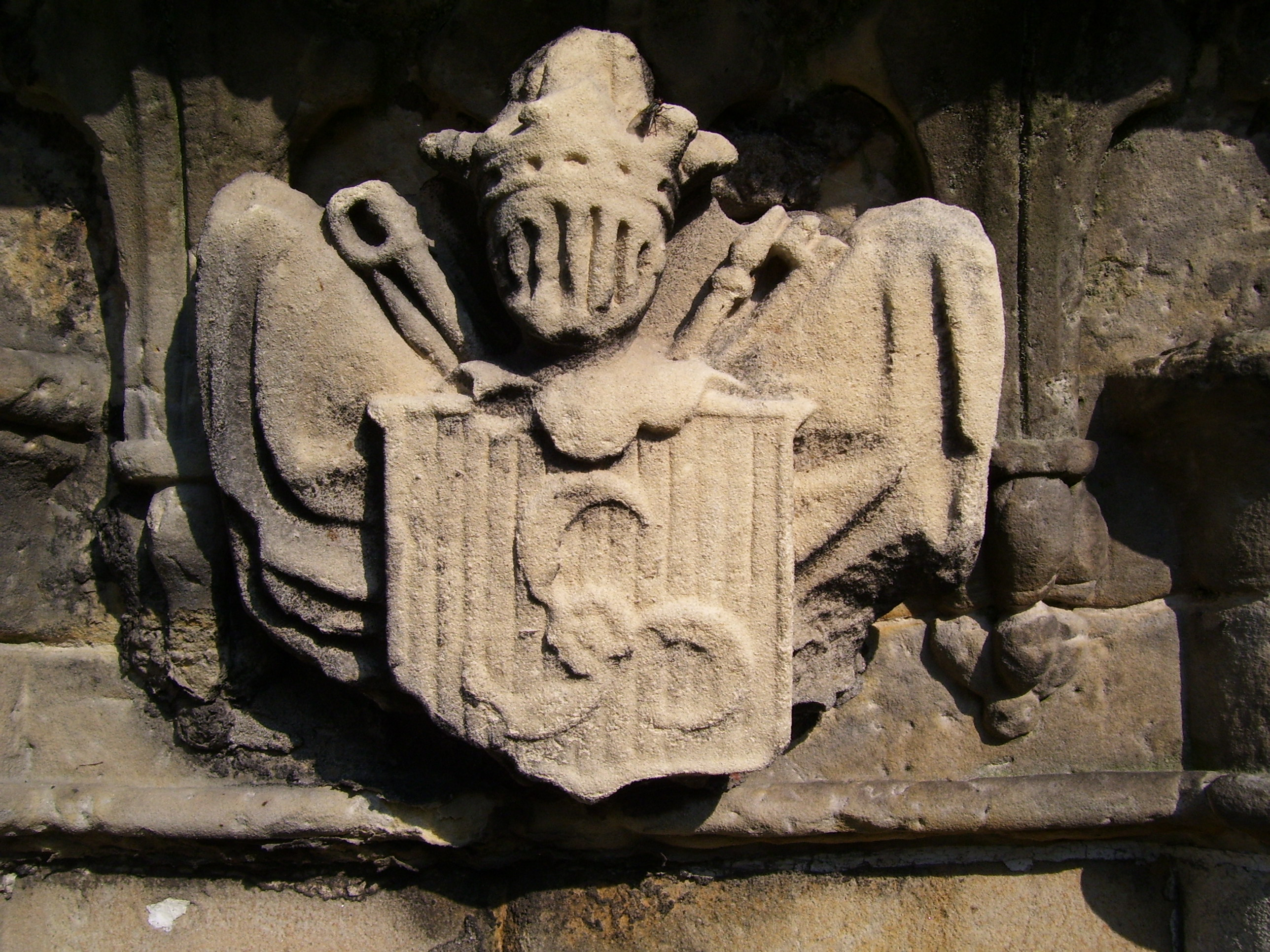
Herb Rola na symbolicznym grobie Teofila Podczaskiego usytuowanego przed kościołem w Wilczyskach
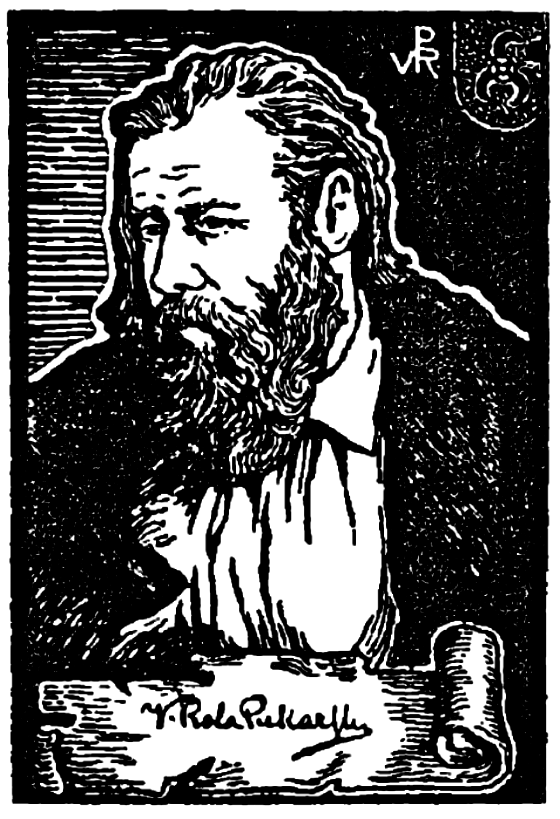
Autoportret Witolda Piekarskiego z herbem Rola